# Hennadij Bilodid
Hennadij Hryhorovyč Bilodid (in ucraino Геннадій Григорович Білодід?; Kiev, 22 luglio 1977) è un ex judoka ucraino.
È il padre di Dar"ja Bilodid, anche lei judoka internazionale.

## Palmarès
- Mondiali

Il Cairo 2005: bronzo nei 73 kg.
- Europei

Parigi 2001: oro nei 73 kg.
Düsseldorf 2003: oro nei 73 kg.
- Europei a squadre

Londra 2003: bronzo.
- Mondiali juniores

Porto 1996: bronzo nei 78 kg.
- Europei juniores

Lubiana 1997: bronzo nei 78 kg.